# Thymus albocinctus
Thymus albocinctus är en stekelart som först beskrevs av William Harris Ashmead 1885.  Thymus albocinctus ingår i släktet Thymus och familjen finglanssteklar. Inga underarter finns listade i Catalogue of Life.